# فریتز پیوتز
فریتز پیوتز (انگلیسی: Frits Peutz؛ ۷ آوریل ۱۸۹۶ – ۲۴ اکتبر ۱۹۷۴) یک معمار اهل هلند بود وی به عنوان یکی از معماران مشهور سبک بین‌المللی شناخته می‌شود.

## نگارخانه

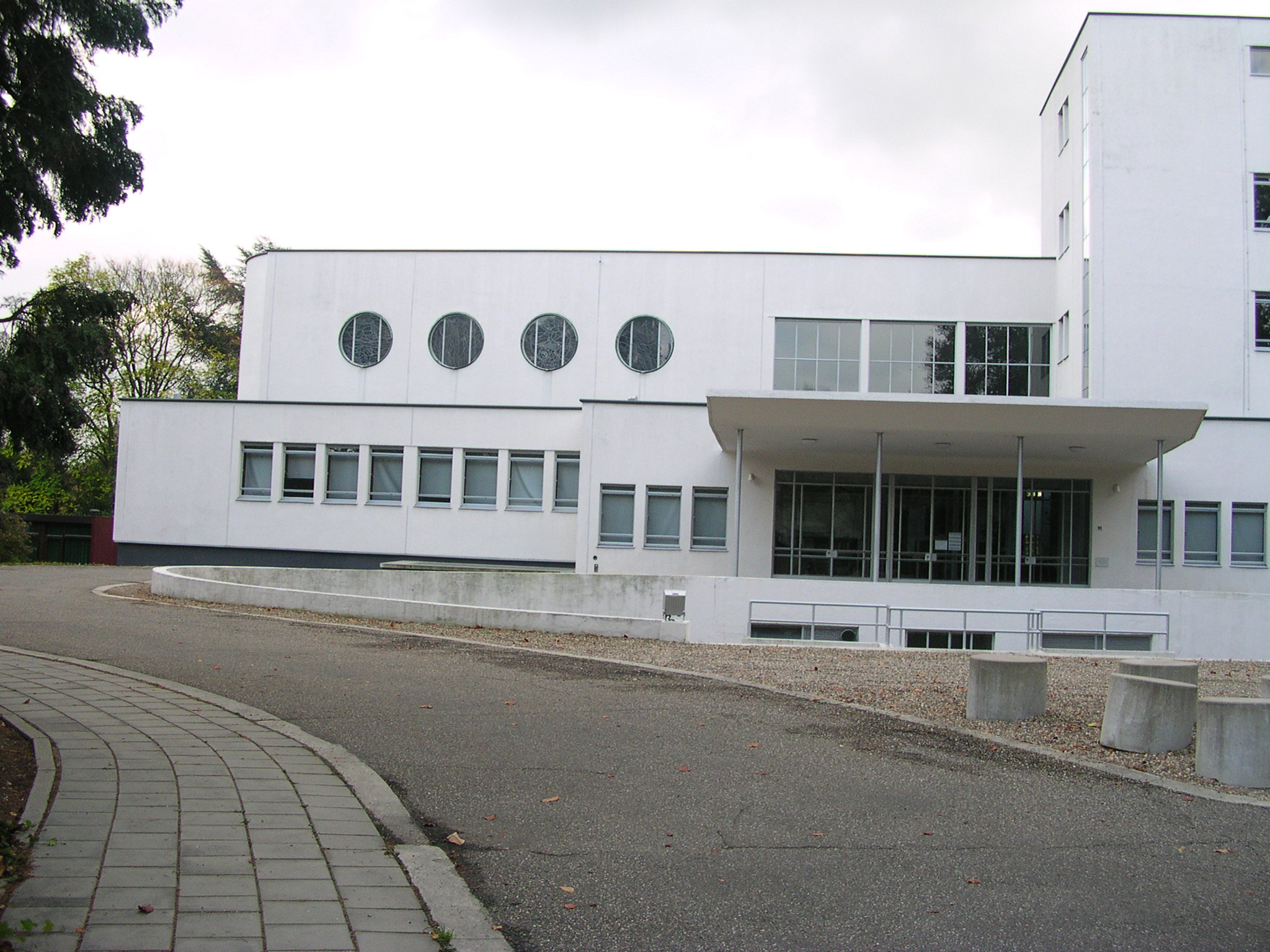
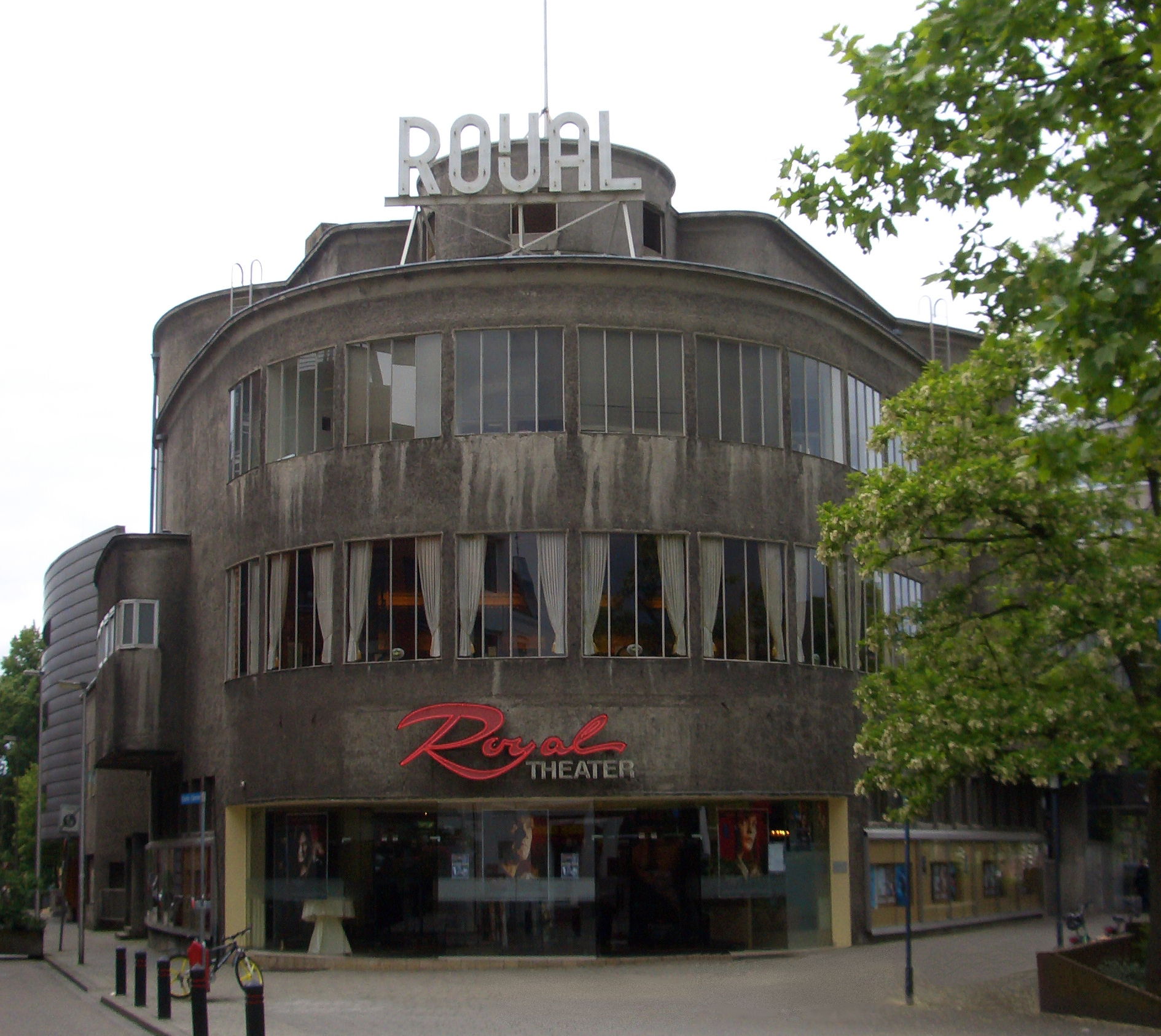
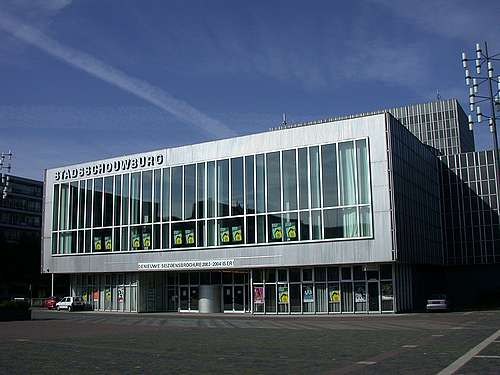